# Джон Шеридан (Вавилон 5)
Вижте пояснителната страница за други личности с името Джон Шеридан.
Джон Шеридан (на английски: John Sheridan) е измислен герой от научнофантастичния сериал Вавилон 5. Той е капитан на станцията от началото на втория до края на четвъртия сезон на сериала. Шеридан е син на пенсиониран дипломат, а съпругата му Анна е космически археолог от „Интер-планетни експедиции“ (IPX). Той има успешна кариера като офицер на „Земния Съюз“ и е герой от войната между Земята и Минбари. Капитанът е изключително решителен и строг ръководител, който рядко прави компромиси с убежденията си.
Известни реплики на героя:
- „Никога не започвай битка, но винаги я довършвай.“
- „Домът не е място. Той е там където страстта ти те отведе“
- „Да преговаряш със Сентарите е като да галиш пираня. Рано или късно ще се обърне и ще те захапе.“